# She Couldn't Help It
She Couldn't Help It er en amerikansk stumfilm fra 1920 af Maurice Campbell.

## Medvirkende
- Bebe Daniels som Nance Olden
- Emory Johnson som William Lattimer
- Wade Boteler som Tom Dorgan
- Vera Lewis som Hogan
- Herbert Standing som Van Wagenen
- Z. Wall Covington som Mr. Ramsey
- Helen Raymond som Mrs. Ramsey
- Ruth Renick som Nellie Ramsey
- Gertrude Short som Mag Monahan
- Milla Davenport som Matron